# Kurganets-25
Tổ hợp chiến xa cơ sở Kurganets-25 (tiếng Nga: Курганец-25) là một hệ thống xe bệ thiết giáp bánh xích hạng trung được thiết kế cho Lục quân Nga. Hệ thống xe bệ này là cơ sở để lắp ráp thành các loại xe chiến đấu bộ binh (BMP), xe chiến đấu quân dù (BMD), pháo tự hành chống tăng và các dòng thiết giáp hạng trung khác. Những mô hình đầu tiên của chúng được giới thiệu lần đầu trong Triển lãm Russia Arms EXPO năm 2013. Dự kiến chúng sẽ xuất hiện trước công chúng trong lễ Ngày chiến thắng của Nga năm 2015 và sẽ được đưa vào trang bị trong Lục quân Nga năm 2019.

## Thiết kế
Xe thiết giáp bộ binh Kurganets-25 được thiết kế để thay thế BMP-3 với ý tưởng thiết kế dựa trên xe thiết giáp M2 Bradley của Mỹ và xe thiết giáp Warrior của Anh. Kurganets-25 dựa trên Armata và có khối lượng nhẹ hơn xe chiến đấu bộ binh hạng nặng T-15 Armata và tương đương với xe chiến đấu bộ binh bánh lốp VPK-7829 Bumerang.
Có hai phiên bản: phiên bản trang bị vũ khí hạng nặng chở được 6-7 lính, và một phiên bản APC hạng nhẹ chở được 8 lính. Các phiên bản còn lại dự kiến được trang bị thêm giáp, trang bị súng cối cỡ nòng 82 mm 2B9 Vasilek, phiên bản xe chiến đấu chống tăng, xe thiết giáp cứu kéo, xe trinh sát, và xe công binh.
Kurganets-25 mang tư duy thiết kế với gầm xe cao hơn, phù hợp cho việc lắp thêm các nền tảng vũ khí hơn là việc chở quân, nó có khả năng kháng thiết bị nổ IED  và khả năng chống mìn. Trong khi xe chở bộ binh bọc thép hặng nặng T-15 được thiết kế để hành quân chiến đấu cùng với xe tăng T-14 Armata, thì xe Kurganets-25 sẽ được trang bị cho các đơn vị bộ binh cơ giới.

### Vũ khí trang bị
Xe thiết giáp chở quân Kurganets-25 sở hữu một tháp pháo tự động Bumerang-BM, pháo 2A42 cỡ nòng 30 mm, một súng máy 7,62 mm đồng trục PKT và hai hàng tên lửa chống tăng có điều khiển Kornet-EM. Xe thiết giáp Kurganets-25 phiên bản APC trang bị súng máy MG RWS 12 ly 7 thay cho tháp pháo Bumerang-BM.
Phiên bản Vũ khí phòng không tự hành được trang bị pháo tự động cỡ nòng 57 mm và phiên bản Pháo tự hành được trang bị pháo 125 mm cũng đang được dự kiến sản xuất.

### Tính cơ động
Xe thiết giáp chở quân Kurganets-25 có trọng lượng 25 tấn. Điều này giúp cho nó có khả năng bơi. Tốc độ tối đa của phương tiện này là 80 km/h trên mặt đất và 10 km/h khi bơi. Cả hai phiên bản Xe chiến đấu bộ binh và Xe bọc thép chở quân (APC) đều được trang bị động cơ 800 hp ở phía trước xe.

### Khả năng bảo vệ
Xe chiến đấu bộ binh Kurganets-25 có khả năng bảo vệ 360 độ xung quanh nhờ hệ thống ống phóng đạn của Hệ thống bảo vệ chủ động (APS). Hệ thống bảo vệ chủ động trên xe nhỏ hơn Hệ thống bảo vệ chủ động của xe T-14 Armata và T-15, nhưng giống như T-15, nó được lắp ở gần đỉnh tháp pháo. Hệ thống phát hiện đạn đạo của đối phương được đặt trên tháp pháo và trên thân xe. Đối với phiên bản Xe bọc thép chở quân như đã được nhìn thấy trong cuộc diễu binh tại quảng trường đỏ năm 2015, cũng sử dụng hệ thống bảo vệ chủ động nhưng chỉ lắp đặt ở trên tháp pháo.

### Công thái học và tổ lái
Theo chủ tịch Công ty cổ phần máy kéo, Albert Bakov, tay lái điều khiển của Kurganets-25 tương tự như gamepad trên Play Station. Nó rộng hơn các loại xe chở quân và Xe chiến đấu bộ binh thế hệ trước của Nga. Đồng thời việc đưa động cơ lên phía trước mũi xe làm tăng sự thoải mái khi điều khiển xe của tổ lái.

## Các biến thể dự kiến
- BTR (Mã thiết kế Object 693),[11] hoặc BTR B-10
- BMP (Mã thiết kế Object 695)[11] hoặc BMP B-11
- BREM

BMP "Object 695"
BTR "Object 693"